# Stef Nijland
Stefan Nijland (Hoogezand-Sappemeer, 10 agosto 1988) è un calciatore olandese, attaccante del DVS '33.

## Carriera
Ha esordito in Eredivisie con il Groningen.

## Palmarès

### Club

#### Competizioni nazionali
- Coppa dei Paesi Bassi: 1

PEC Zwolle: 2013-2014
- Supercoppa dei Paesi Bassi: 1

PEC Zwolle: 2014